# Stefano Secco
Stefano Secco, född 15 december 1970 i Milano i Lombardiet, är en italiensk sångare.
Secco påbörjade sina studier under ledning av professor Alberto Soresina och avlade examen i slagverk med Tullio De Piscopo. Han studerade även under Leyla Gencer och Renata Scotto.
Han tilldelades Beniamino Giglipriset 2001.
I januari 2016 uppträdde han i Venedig i Nyårskonserten med Nadine Sierra.

## Karriär
- 2006 – Simon Boccanegra av Verdi, Parisoperan, 2008 – Grand théâtre du Liceu
- 2008 – Don Carlos, Parisoperan
- 2008 – Rigoletto, hertigen, Parisoperan (2008)
- 2012 – Hoffmann, Parisoperan (2012)
- 2012–2013 – Macbeth, Teatro Teatro Real av Madrid
- 2013 – Carmen, Don José, La Fenice, Venedig (2013)
- 2013 – Requiem, Budapest (2013)